# Имеробаптисты
Имеробапти́сты или имеровапти́сты или гемеробапти́сты (др.-евр. טובלי שחדית‬ — «товлей шахарит» (буквально с древневрейского — «окунающиеся на заре»); др.-греч. ἡμεροβαπτισταί, ἡμιροβαπτισταί от др.-греч. ἡμέρα — «день» + др.-греч. βαπτίζω — «погружать, окунать, креститься»; лат. hemerobaptistas) или бапти́сты (др.-греч. βαπτισταί) — религиозное течение в иудаизме.
В перечне 80-ти христианских ересей «Панарионе» (ок. 378 года) имеробаптисты на 17-м месте и четвёртые среди семи иудейских еретических, с точки зрения христианства, сект.

## Происхождение и вероучение
Точное время появления имеробаптистов — неизвестно. Епифаний Кипрский в Панарионе пишет о том, что имеробаптисты держались одного образа мыслей с фарисеями и книжниками. Время появления фарисеев примерно II в. до н. э. До какого времени имеробаптисты существовали тоже непонятно, в конце IV века Епифаний Кипрский писал, обличая их заблуждения.
Кроме Епифания, имеробаптисты упоминаются в более ранних христианских сочинениях: Апостольские постановления; Иустин Философ — «Разговор с Трифоном Иудеем»; Евсевий Кесарийский — «Церковная история», цитируя Егесиппа. Из более поздних христианских авторов о имеробаптистах писали Иоанн Дамаскин в книге «О ста ересях вкратце» и Никита Хониат в книге др.-греч. «Θησαυρὸς ὀρθοδοξίας» («Сокровище православия»). Климентины на греческом языке говорят об Иоанне Крестителе как ο имеробаптисте, и согласно этому ученики называются его гимеробаптистом. Ба(н)нус или Ваннус (др.-греч. Βάννους), аскет и учитель Иосифа Флавия также был имеробаптистом.
В отличие от фарисеев имеробаптисты имели одну отличительную особенность в вероучении, за что и получили своё название: они считали, что слова утренней молитвы к Богу необходимо совершать, очистив тело при помощи воды, омовения (Тосефта); об этом писал Самсон из Санса: «Купающиеся утром сказали фарисеям: Мы обвиняем вас в том, что вы неправильно произносите по утрам имя Бога, не совершив ритуального омовения, на что фарисеи ответили: Мы обвиняем вас в неправильном произнесении имени телом, нечистым внутри». Омывали и очищали себя от всякой вины имеробаптисты в любое время года. При Иошуе бен-Леви (III век) остатки имеробаптистов еще существовали, но смысл обряда уже был утрачен.